# Anguila tacada gegant
L'anguila tacada gegant (Anguilla marmorata) és una espècie de peix pertanyent a la família dels anguíl·lids.

## Descripció
- El mascle pot arribar a fer 70 cm de llargària màxima (normalment, en fa 26,3) i la femella 200.
- Cap arrodonit.
- Aleta pectoral arrodonida.
- Absència d'aleta pelviana.
- Nombre de vèrtebres: 100-110.
- Ventre de color blanc.[5][6][7][8][9]

## Reproducció
Les seues zones de fresa es troben a l'est de Madagascar, el sud de les illes Filipines, l'est d'Indonèsia i Papua Nova Guinea.

## Alimentació
Menja durant la nit crancs, granotes i peixos.

## Hàbitat
És un peix d'aigua dolça, salabrosa i marina; demersal; catàdrom i de clima tropical (24°N-33°S) que viu entre 1-400 m de fondària.

## Distribució geogràfica
Es troba des de l'Àfrica oriental (incloent-hi el riu Zambezi) fins a la Polinèsia Francesa i el sud del Japó.

## Longevitat
Pot assolir els 40 anys.

## Observacions
És inofensiu per als humans.